# Omloop van het Waasland 2023
De 59e editie van de Belgische wielerwedstrijd de Omloop van het Waasland werd verreden op 12 maart 2023. Titelverdediger was de Belg Brent Clé. Hij werd opgevolgd door de Fransman Samuel Leroux.

## Uitslag
| Plaats  | Naam                 | Ploeg                            | tijd     |
| ------- | -------------------- | -------------------------------- | -------- |
| Winnaar | Samuel Leroux        | Go Sport-Roubaix Lille Métropole | 3u44'38" |
| 2       | Elias Van Breussegem | Geen ploeg                       | z.t.     |
| 3       | Michiel Nuyten       | EFC-L&R-Van Mossel               | z.t.     |
| 4       | Maxim Delrue         | Basso Team Flanders              | + 19"    |
| 5       | Norman Vahtra        | Go Sport-Roubaix Lille Métropole | + 1'02"  |
| 6       | Pieter Van Laer      | RB Zelfbouw UCT                  | z.t.     |
| 7       | Jens Delahaye        | EFC-L&R-Van Mossel               | z.t.     |
| 8       | Jacob Relaes         | Tarteletto-Isorex                | z.t.     |
| 9       | Jonas Goeman         | Geen ploeg                       | z.t.     |
| 10      | Ben Squire           | EFC-L&R-Van Mossel               | z.t.     |

1965 · 1966 · 1967 · 1968 · 1969 · 1970 · 1971 · 1972 · 1973 · 1974 · 1975 · 1976 · 1977 · 1978 · 1979 · 1980 · 1981 · 1982 · 1983 · 1984 · 1985 · 1986 · 1987 · 1988 · 1989 · 1990 · 1991 · 1992 · 1993 · 1994 · 1995 · 1996 · 1997 · 1998 · 1999 · 2000 · 2001 · 2002 · 2003 · 2004 · 2005 · 2006 · 2007 · 2008 · 2009 · 2010 · 2011 · 2012 · 2013 · 2014 · 2015 · 2016 · 2017 · 2018 · 2019 · 2020 · 2021 · 2022 · 2023 · 2024